# Friuli Latisana Pinot nero superiore
Il Friuli Latisana Pinot nero superiore è un vino DOC la cui produzione è consentita nella provincia di Udine.

## Caratteristiche organolettiche
- colore: rosso rubino non molto intenso.
- odore: caratteristico.
- sapore: asciutto, gradevole.

## Produzione
Provincia, stagione, volume in ettolitri
- nessun dato disponibile